# Martin Kase
Martin Kase (Tallinn, 2 settembre 1993) è un calciatore estone, attaccante del Saku Sporting.

## Carriera
Conta 68 presenze nella prima divisione estone in tre stagioni complessive e conta 2 presenze nei turni preliminari delle coppe europee.